# Coelichneumon inutilis
Coelichneumon inutilis är en stekelart som beskrevs av Heinrich 1966. Coelichneumon inutilis ingår i släktet Coelichneumon och familjen brokparasitsteklar. Inga underarter finns listade i Catalogue of Life.